# Краснівка (Бериславський район)
Кра́снівка — село в Україні, у Кочубеївській сільській територіальній громаді Бериславського району Херсонської області. Населення становить 103 особи.

## Історія
12 червня 2020 року, відповідно до Розпорядження Кабінету Міністрів України від № 726-р «Про визначення адміністративних центрів та затвердження територій територіальних громад Херсонської області», увійшло до складу Кочубеївської сільської громади.
19 липня 2020 року, в результаті адміністративно-територіальної реформи та ліквідації   Високопільського району.увійшло до складу Бериславського району.

### Російсько-українська війна
На початку березня 2022 року окуповане військами рф. 31 березня 2022 року ЗСУ звільнили село від російської окупації.

## Населення
Згідно з переписом УРСР 1989 року чисельність наявного населення села становила 112 осіб, з яких 44 чоловіки та 68 жінок.
За переписом населення України 2001 року в селі мешкали 103 особи.

### Мовний склад
Рідна мова населення за даними перепису 2001 року:
| Мова       | Чисельність, осіб | Доля     |
| ---------- | ----------------- | -------- |
| Українська | 91                | 88,35 %  |
| Російська  | 12                | 11,65 %  |
| Разом      | 103               | 100,00 % |